# Ruente
Ruente ist eine Gemeinde in der spanischen Autonomen Region Kantabrien. Diese Gemeinde befindet sich im untersten Teil des Cabuerniga-Tals und ist das größte Dorf in der Zone.

## Geschichte
Die menschliche Präsenz auf dem Gebiet der heutigen Gemeinde reicht bis in die Altsteinzeit zurück und setzt sich mit der Ansiedlung keltischer Stämme und der Römer bis ins Mittelalter fort, als um das Jahr 1000 die Dörfer Barcenillas, Lamiña, Ruente und Ucieda in der Nähe von Kirchen und Klöstern entstanden.

## Ortsteile
- Barcenillas
- Lamiña
- Ruente
- Ucieda

## Bevölkerungsentwicklung
| 1900 | 1950 | 1981 | 1991 | 2001 | 2011 |
| ---- | ---- | ---- | ---- | ---- | ---- |
| 1238 | 1204 | 1062 | 963  | 964  | 1050 |